# PORTRA-System

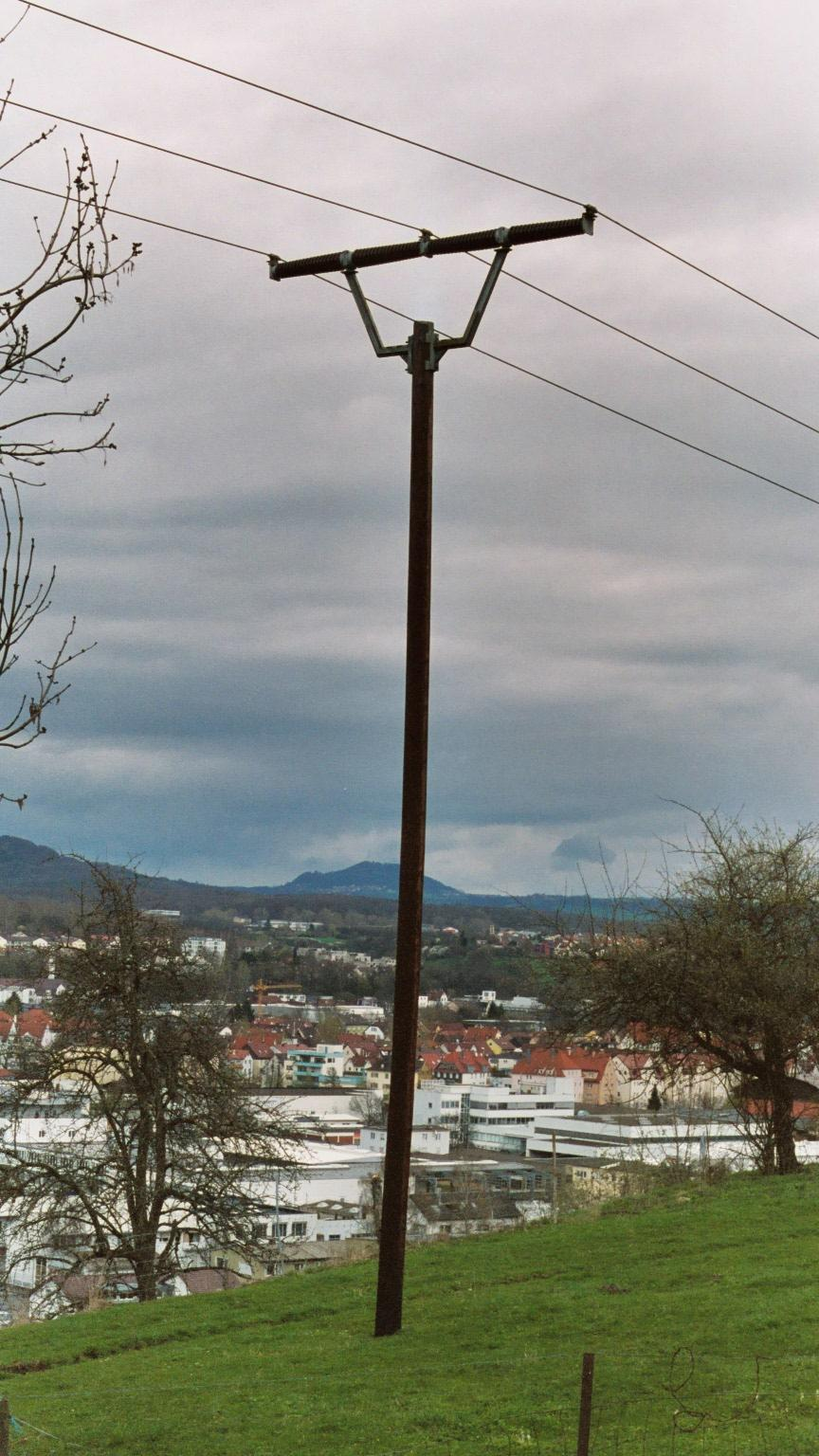
Freileitungsmast nach dem PORTRA-System

Das PORTRA-System ist eine Bauform von Freileitungsmasten, das es ermöglicht, Freileitungen mit einer Betriebsspannung von bis zu 110 kV auf relativ niedrigen Holzmasten zu verlegen. Es wird vor allem für provisorische Leitungen eingesetzt.
Dafür wird auf dem Holzmast ein U-förmiger Bügel installiert, der eine waagrechte Isoliertraverse für drei Leiterseile trägt. Zwei der Leiterseile befinden sich auf der Außenseite und eines mittig über dem Mast. 
Als Abspannmaste werden Portalmaste aus Holz verwendet.

## Ausgeführte Leitungen
- UW Sindelfingen–Böblingen/West (1977–1995)
- Anlage 9461 der EnBW AG südlich von Göppingen